# Reprezentacja Niemiec U-21 w piłce nożnej mężczyzn
Reprezentacja Niemiec U-21 w piłce nożnej – młodzieżowa reprezentacja Niemiec sterowana przez Niemiecki Związek Piłki Nożnej. Jej największym sukcesem są dwa złote i cztery srebrne medale mistrzostw Europy juniorów.
W 1976 roku UEFA wprowadziła nowe zasady odnośnie do młodzieżowych reprezentacji piłkarskich – drużyny do lat 23 zostały zastąpione przez zespoły do lat 21. Początkowo na arenie międzynarodowej występowały zespoły Niemiec Zachodnich oraz Niemiec Wschodnich, dopiero po ich zjednoczeniu w 1990 roku Niemcy utworzyli jedną reprezentację. Młodzieżowej drużyny Niemiec wielokrotnie brały udział w mistrzostwach Europy. W 1974, 1978, 1980 i 1982 wywalczyły na nich drugie miejsca, a w 2009 i 2017 mistrzostwo.

## Występy w ME U-21
- 1978: Nie zakwalifikowała się
- 1980: Nie zakwalifikowała się
- 1982: Drugie miejsce
- 1984: Półfinał
- 1986: Nie zakwalifikowała się
- 1988: Ćwierćfinał
- 1990: Ćwierćfinał
- 1992: Ćwierćfinał
- 1994: Nie zakwalifikowała się
- 1996: Ćwierćfinał
- 1998: Ćwierćfinał
- 2000: Nie zakwalifikowała się
- 2002: Nie zakwalifikowała się
- 2004: Faza grupowa
- 2006: Faza grupowa
- 2007: Nie zakwalifikowała się
- 2009: Mistrzostwo
- 2011: Nie zakwalifikowała się
- 2013: Faza grupowa
- 2015: Półfinał
- 2017: Mistrzostwo
- 2019: II miejsce
- 2021: Mistrzostwo

## Trenerzy
- Hannes Löhr (1986-2002)
- Jürgen Kohler (2002-2003)
- Uli Stielike (2003-2004)
- Dieter Eilts (2004-2008)
- Horst Hrubesch (2008-2009)
- Rainer Adrion (2009-2013)
- Horst Hrubesch (2013-2016)
- Stefan Kuntz (2016-2021)
- Antonio Di Salvo (od 2021)